# Andringitrina
Andringitrina is een kevergeslacht uit de familie van de boktorren (Cerambycidae). De wetenschappelijke naam van het geslacht werd voor het eerst geldig gepubliceerd in 2011 door Villiers, Quentin & Vives.

## Soorten
Andringitrina omvat de volgende soorten:
- Andringitrina erythrocephala Villiers, Quentin & Vives, 2011
- Andringitrina vittata Villiers, Quentin & Vives, 2011